# 東京保健医療専門職大学
東京保健医療専門職大学（とうきょうほけんいりょうせんもんしょくだいがく、英語: Tokyo Professional University of Health Sciences）は、東京都江東区に本部を置く私立の専門職大学である。

## 沿革
- 2019年 - 11月 文部科学省より認可。
- 2020年 - 4月 開校。初代学長陶山哲夫就任
- 2024年 - 3月 世界作業療法士連盟（WFOT）認定
- 2024年 - 4月 2代目学長　飛松好子就任

## 教育および研究

### 建学の精神
健常者・障がい者、若年者・高齢者など、多様な人々が「共生できる社会」の実現と発展を目指す。

### 組織
- リハビリテーション学部
  - 理学療法学科　1学年あたり80名
  - 作業療法学科　1学年あたり80名

## アクセス
- 東京メトロ東西線東陽町駅から徒歩10分
- 東京メトロ東西線木場駅から徒歩15分
- 錦糸町駅・豊洲駅からバスで深川八中前下車徒歩約2分